# جربية نجمية
الجَرَبية النجمية هو نوع من النباتات المزهرة في الفصيلة الخمانية. وُضع سابقًا في الممشقية . مهدها جنوب غرب أوربة وشمال إفريقية، وهي معروفة على نطاق واسع أنها نبات زينة. هذا النبات الحولي المنتصب  له نورة من مجموعة كروية كثيفة من الأزهار. ينتجون ثمارًا مبهرجة ذات قنابة ورقية تشبه المروحة على شكل قمع.